# Гермион (корвет, 1806)
«Гермион» — парусный корвет Балтийского флота России. Участник англо-русской и Отечественной войн.

## Описание судна
Парусный корвет, длина судна по сведениям из различных источников составляла от 35,1 до 35,5 метра, ширина — 9,1 метра, а осадка от 4,27 до 4,3 метра. Вооружение судна состояло из двадцати двух 18-фунтовых карронад.

## История службы
Корвет «Гермион» был заложен на Кронштадтской верфи в 1805 году и после спуска на воду в 1806 году вошел в состав Балтийского флота России. Строительство вёл корабельный мастер И. П. Амосов.
В 1806 и 1807 годах выходил в практические плавания в Балтийское море. Принимал участие в боевых действиях против английского и шведского флотов в Балтийском море в 1808 и 1809 годах во время англо-русской войны. 25 мая 1808 года вышел из Кронштадта в крейсерское плавание к острову Гогланд в составе отряда капитан-лейтенанта И. С. Тулубьева, после чего вернулся обратно в Кронштадт. 14 июля присоединился к эскадре адмирала П. И. Ханыкова, в составе которой вышел к Гангуту. До 13 августа эскадра находилась в крейсерстве у Гангута и Юнгферзунда, но, после встречи с превосходящим по численности англо-шведским флотом, взяла курс к берегам России и 14 августа вошла в Балтийский порт. После ухода флота противника 20 сентября эскадра вышла из Балтийского порта и 30 сентября прибыла в Кронштадт. В мае 1809 года находился в крейсерском плавании в Финском заливе, после чего вернулся в Кронштадт и на Кронштадтском рейде присоединился к эскадре защищавшей остров Котлин. В 1810 и 1811 годах выходил в практические плавания в Финский залив.
Принимал участие в Отечественной войне 1812 года и войне с Францией 1813—1814 годов. 15 июня 1812 года пришел в Свеаборг из Кронштадта в составе эскадры адмирала Е. Е. Тета. 1 сентября конвоировал 5 транспортных судов с войсками из Свеаборга в Ревель, после чего вернулся в Кронштадт. 15 октября присоединился к эскадре адмирала Е. Е. Тета, в составе которой ушёл в Англию для совместных действий с английским флотом против французского. 30 ноября корабли эскадры прибыли в Ширнесс. До мая следующего года корвет находился в Англии и периодически выходил в крейсерские плавания в составе отрядов, а затем вместе с эскадрой вернулся в Кронштадт.
В 1817 году корвет «Гермион» был разобран в Кронштадте.

## Командиры корвета
Командирами корвета «Гермион» в разное время служили:
- И. О. Бартенев (1806—1807 годы).
- Ф. И. фон Ромберг (1808—1810 годы).
- Путилов (1811 год).
- Д. А. Богданов (1812—1813 годы).